# PhanTECHNIKUM
PhanTECHNIKUM jest interaktywną placówką naukową w Wismarze przybliżającą zwiedzającym historię i rozwój techniki w landzie Meklemburgia-Pomorze Przednie. Obok tradycyjnej wystawy, goście muzeum mają szansę „przetestować” zgromadzone w nim eksponaty, m.in. poprzez różnego rodzaju eksperymenty. Placówka dysponuje blisko 2500 m² powierzchni wystawowej. Do 2011 roku PhanTeECHNIKUM (jeszcze jako Muzeum Techniczne Landu Meklemburgia-Pomorze Przednie) ulokowane było w dawnej wozowni (niem. Marstall) w Schwerinie. Obecnie siedziba placówki znajduje się w Wismarze w budynkach byłych koszar wojskowych ulokowanych w pobliżu Parku Ludowego (niem. Bürgerpark Wismar).

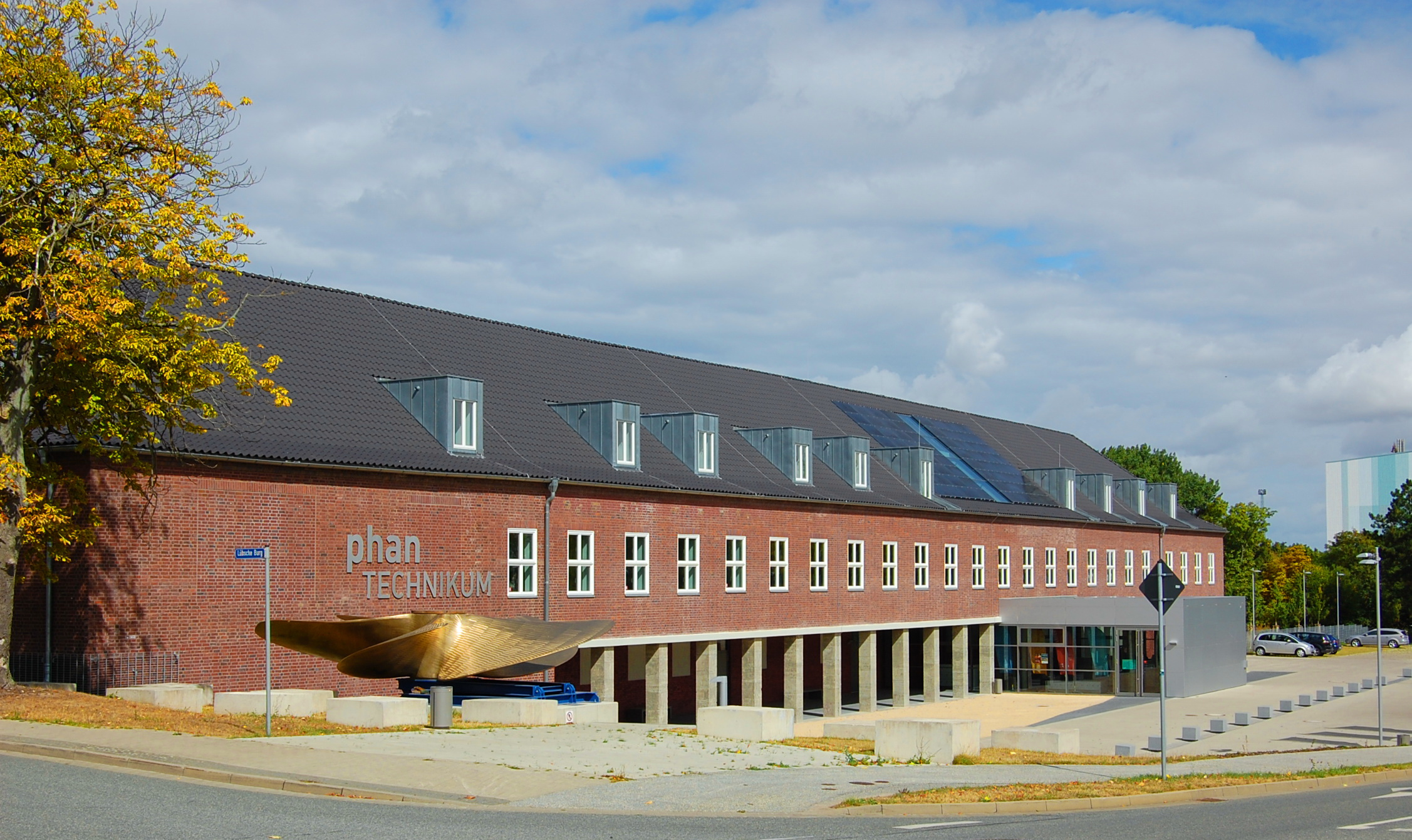
Widok budynku muzeum

Eksponaty zgromadzone w PhanTECHNIKUM prezentowane są na czterech przestrzeniach wystawienniczych odpowiadającym platońskiemu podziałowi żywiołów na: ogień, wodę, ziemię i powietrze. Dzięki temu zgromadzone wytwory ludzkiej myśli technicznej tworzą spójną, ale i jasno rozgraniczoną całość.
Zwiedzając PhanTECHNIKUM jego goście (od dziecka do osób w starszym wieku) mogą przeprowadzać różnego typu eksperymenty związane z wykorzystywaniem przez człowieka wspomnianych sił natury. Współpracownicy placówki w tutejszym laboratorium oferują zwiedzającym szereg pokazów dotyczących, np. właściwości ognia,. Niemal każdy obiekt znajdujący się w muzeum może być dotykany i uruchamiany.
W PhanTECHNIKUM na turystów i miłośników techniki czekają takie atrakcje jak: „tunel ognia”, rekonstrukcja samolotu Heinkel He 178, silnik Diesla firmy Gorch Fock i maszyna parowa wyprodukowana przez zakłady Świderskiego. Wartym wspomnienia jest fakt, iż prezentowane zbiory muzealne nie skupiają się jedynie na przeszłości, ale i na współczesności. PhanTECHNIKUM prezentuje także najnowsze osiągnięcia ludzkiej myśli technicznej, m.in. w zakresie odnawialnych źródeł energii takich jak elektrownie wiatrowe.

## Doniesienia prasowe
- Notka dziennikarska ze strony NDR 1 Radio MV (01.12.2012)
- Audycja poświęcona muzeum na falach radia ZDF – audycja „hallo deutschland” (12.01.2013, godz. 18:35).